# كوري جونسون (سياسي)
كوري جونسون (بالإنجليزية: Corey Johnson)‏ هو سياسي أمريكي، ولد في 28 أبريل 1982 في بيفرلي في الولايات المتحدة. حزبياً، نشط في الحزب الديمقراطي.